# Chicagói főegyházmegye
A Chicagói főegyházmegye (latinul: Archidioecesis Chicagiensis) egy 1843-ban alapított római katolikus egyházmegye, amely érsekségi rangra 1880-ban emelkedett. Több, mint 2,3 millió katolikust szolgál Cook és Lake megyékben Északkelet-Illinois-ban, az Amerikai Egyesült Államokban, a területe 3,650 km2. A főegyházmegye 6 főesperességre és 31 esperességre oszlik. A chicagói bíboros érsek Blase Joseph Cupich, 6 segédpüspöke szolgálja, akik egy-egy vikáriátusért felelősek. A székesegyházi plébániatemplom a Holy Name Cathedral. A Chicagói főegyházmegye a Chicagói egyháztatomány központja. Szuffragán egyházmegyéi: Belleville, Joliet, Peoria, Rockford és Springfield.

## Püspökök

### Megyés püspökök

#### Püspökök
1. William J. Quarter (1844–1848)
2. James Oliver Van de Velde, SJ (1848–1853)
3. Anthony O'Regan (1854–1858)
4. James Duggan (1859–1880)

#### Érsekek
1. Patrick Augustine Feehan (1880–1902)
2. James Edward Quigley (1903–1915)
3. George Mundelein bíboros (1915–1939)
4. Samuel Stritch bíboros (1939–1958)
5. Albert Gregory Meyer bíboros (1958–1965)
6. John Cody bíboros (1965–1982)
7. Joseph Bernardin bíboros (1982–1996)
8. Francis George bíboros, OMI (1997–2014)
9. Blase J. Cupich bíboros (2014–) , előtte a Spokane-i egyházmegye püspöke (2010-2014)

### Koadjutor püspök (aki nem lett megyés püspök)
- † Thomas Patrick Roger Foley (1869–1879)

### Aktuális segédpüspökök
Lásd: segédpüspök
- John R. Manz ( 1996. március 5. – )
- Joseph N. Perry (1998. június 29. – )
- Francis J. Kane (2003. március 19. – )
- George J. Rassas (2006. február 2. – )
- Andrew Peter Wypych (2011. augusztus 10. – )
- Alberto Rojas 2011. augusztus 10. – )

### Nyugalmazott segédpüspökök
- John R. Gorman
- Raymond E. Goedert

### Elhunyt segédpüspökök
- Alfred Leo Abramowicz
- Edwin Michael Conway
- Michael Dempsey
- Nevin William Hayes, O. Carm.
- William David O'Brien
- Bernard James Sheil
- Thad J. Jakubowski
- Timothy Joseph Lyne

### Püspökök, akik egyszer a főegyházmegye papjai voltak
A következő férfiak Chicagóban kezdték papi szolgálatukat, mielőtt valahová püspökké nevezték volna ki (ideértve azokat is, akiket itteni segédpüspökké nevezték ki):
Élők
- Edward Braxton, Belleville püspöke
- Wilton Daniel Gregory, Washington érseke
- James Patrick Keleher, Kansas City nyugalmazott érseke
- Gerald Frederick Kicanas, Tucson püspöke
- Jerome Edward Listecki, Milwaukee püspöke
- Thomas J. Paprocki, Sprinfield püspöke
- Gustavo García-Siller M.Sp.S., San Antoniói érsek
- Edward James Slattery, Tulsa püspöke
- John George Vlazny, Portland (Oregon) nyugalmazott érseke
- Plácido Rodriguez CMF, Lubbock püspöke
- Robert Barron, Los Angeles segédpüspöke

Elhunytak
- Peter Joseph Baltes, Bishop of Alton
- Romeo Roy Blanchette, Joliet püspöke
- Stanislaus Vincent Bona, Green Bay püspöke
- Maurice Francis Burke, Saint Joseph püspöke
- William Edward Cousins, Milwaukee érseke
- Edmund Michael Dunne, Peoria püspöke
- Edward Joseph Dunne, Dallas püspöke
- Edward Egan, bíboros, New York nyugalmazott érseke
- Edward Francis Hoban, Cleveland püspöke
- Thomas Joseph Grady, Orlando püspöke
- James Aloysius Griffin, Springfield (Illinois) püspöke
- William Richard Griffin,  Crosse segédpüspöke
- Raymond Peter Hillinger, Rockford püspöke
- John Richard Keating, Arlington püspöke
- Moses E. Kiley, Milwaukee érseke
- Francis Joseph Magner, Marquette püspöke
- Paul Marcinkus, a Vatikáni Bank volt elnöke
- John L. May, St. Louis érseke
- Alexander Joseph McGavick, La Crosse-i püspök
- William Edward McManus,  Fort Wayne-South Bend püspöke
- John McMullen, Davenport püspöke
- Martin Dewey McNamara, Joliet püspöke
- Peter Muldoon, Rockford püspöke
- Thomas Joseph Murphy, Archbishop of Seattle érseke
- William Aloysius O'Connor, Springfield (Illinois) püspöke
- Cletus F. O'Donnell, Madison püspöke
- Ernest John Primeau, Manchester püspöke
- Paul Peter Rhode, Green Bay püspöke
- Patrick William Riordan, San Francisco érseke
- Raymond James Vonesh, Joliet segédpüspöke
- Aloysius John Wycislo, Green Bay püspöke

## Szomszédos egyházmegyék
- Jolieti egyházmegye (délnyugat)
- Rockfordi egyházmegye (nyugat)
- Milwaukeei főegyházmegye (észak)
- Garyi egyházmegye (délkelet)

## Fordítás
Ez a szócikk részben vagy egészben  a   Roman Catholic Archdiocese of Chicago című angol Wikipédia-szócikk fordításán alapul.  Az eredeti cikk szerkesztőit annak laptörténete sorolja fel. Ez a jelzés csupán a megfogalmazás eredetét és a szerzői jogokat jelzi, nem szolgál a cikkben szereplő információk forrásmegjelöléseként.